# J. E. H. MacDonald

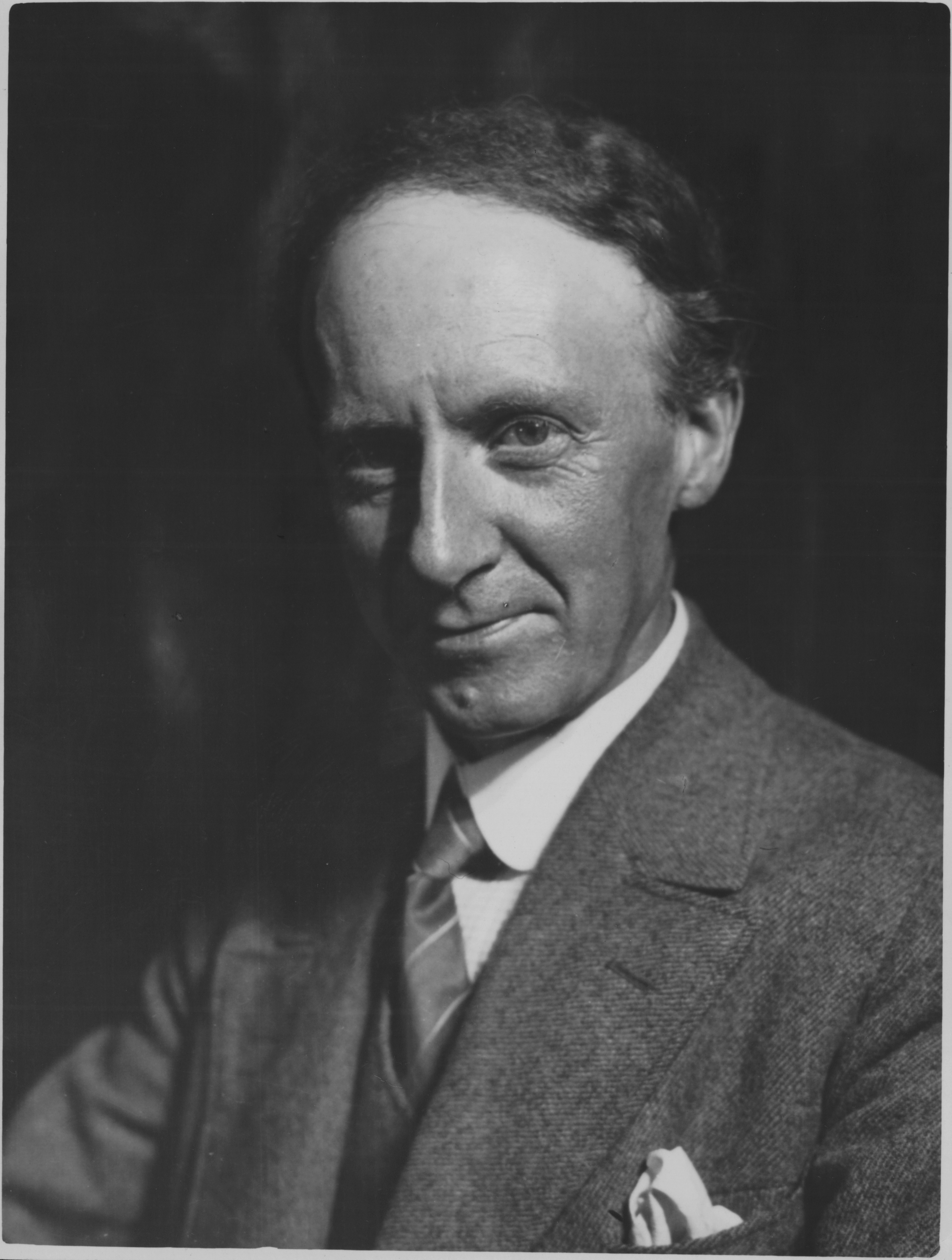
J. E. H. MacDonald, 1930

James Edward Hervey MacDonald, bekannt als J. E. H. MacDonald (* 12. Mai 1873 in Durham, England; † 26. November 1932 in Toronto, Kanada) war ein englisch-kanadischer Maler, der vor allem als Mitglied der Group of Seven bekannt wurde, die eine ausgeprägte nationale Identität in Verbindung mit einem gemeinsamen Erbe aus der frühen europäischen Moderne des 20. Jahrhunderts verband. Er war der Vater des Illustrators, Grafikdesigners Thoreau MacDonald.

## Leben

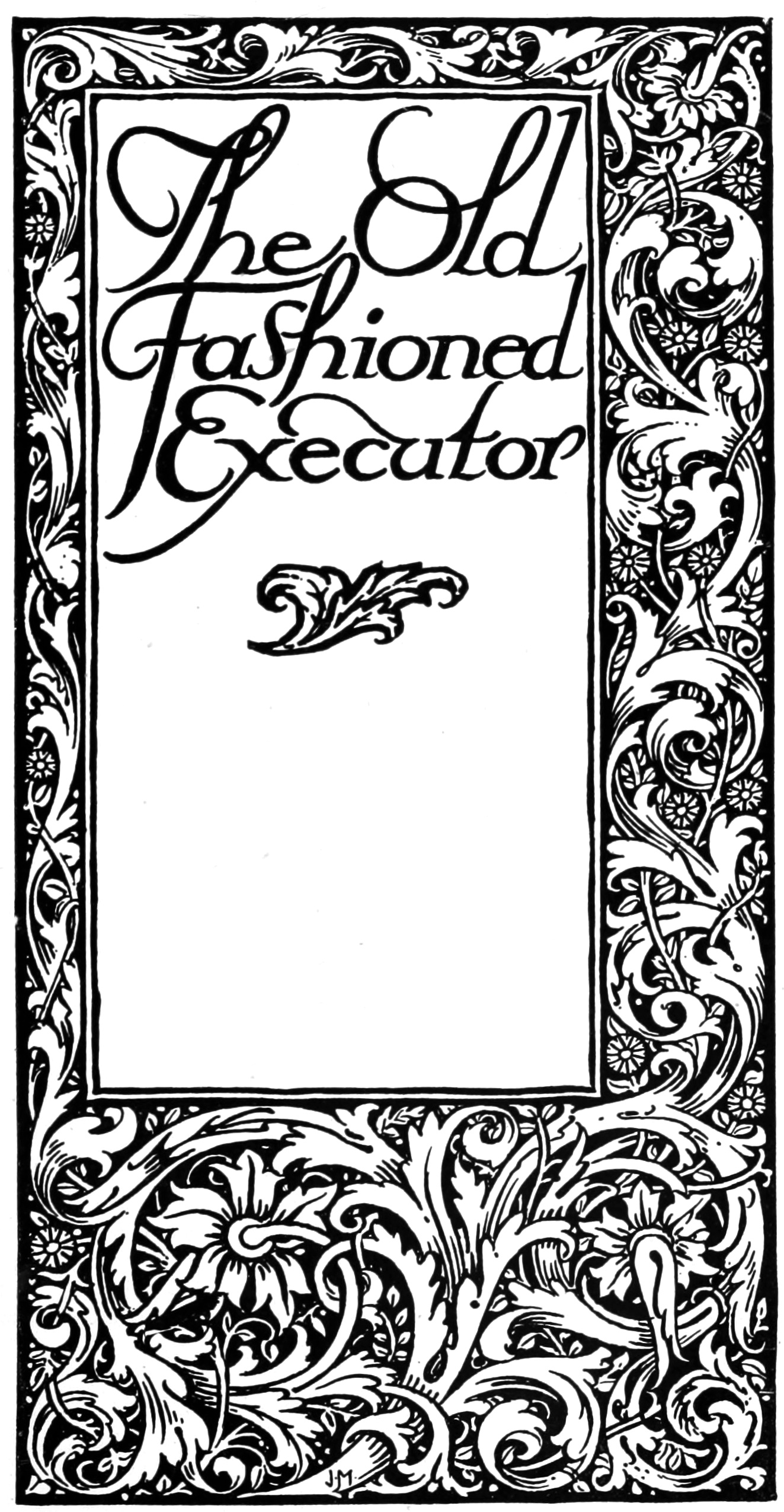
Von J. E. H. MacDonald gestaltete Titelseite aus einer kanadischen Druckereifachzeitschrift, 1921.

James Edward Hervey MacDonald  wurde 1873 in Durham, England, geboren. 1887 wanderte er mit seiner Familie nach Kanada aus und ließ sich in Hamilton, Ontario, nieder. Schon früh interessierte er sich für Kunst und begann eine Ausbildung zum Lithographen in einer Druckerei in Toronto. Später studierte er Kunst an der Central Ontario School of Art and Design und an der Hamilton Art School. Er heiratete 1899 Joan Lavis und hatte mit ihr den Sohn Thoreau. J. E. H. MacDonald arbeitete viele Jahre als kommerzieller Grafikdesigner, unter anderem für die Firma Grip Ltd. Diese Tätigkeit ermöglichte ihm den Austausch mit anderen Künstlern, darunter Tom Thomson und die späteren Mitglieder der Group of Seven. 1912 beschloss er, sich ganz der Malerei zu widmen und zog nach Thornhill, Ontario.
MacDonald war Gründungsmitglied der Group of Seven, einer Künstlergruppe, die die kanadische Landschaftsmalerei revolutionierte. Seine Werke zeichnen sich durch leuchtende Farben und dramatische Kompositionen aus, die die raue Schönheit der kanadischen Natur einfangen. Zu seinen bekanntesten Gemälden gehören The Tangled Garden (1916) und The Solemn Land (1921). J. E. H. MacDonald wurde stark von der skandinavischen Landschaftsmalerei inspiriert, die er 1913 auf einer Ausstellung in Buffalo, New York, kennenlernte. Diese Erfahrung ermutigte ihn, eine authentische kanadische Ästhetik zu entwickeln. Er bereiste viele Regionen Kanadas, darunter Algoma, die kanadischen Rocky Mountains und Nova Scotia, und dokumentierte die Landschaften in Ölskizzen und großformatigen Gemälden.
Neben seiner malerischen Tätigkeit war MacDonald ein begabter Dichter und Kunstpädagoge. Ab 1921 unterrichtete er am Ontario College of Art (heute Ontario College of Art and Design), dessen Direktor er 1929 wurde. James Edward Hervey MacDonald veröffentlichte vier Gedichtbände: The manger; Village & fields: a few country poems (Thornhill, Ontario, 1933); West by east and other poems (Toronto, 1933); und My high horse: a mountain memory (Thornhill, 1934).
MacDonalds Gesundheit war oft angeschlagen, 1931 erlitt er einen Schlaganfall. Ein Erholungsaufenthalt auf Barbados brachte nur vorübergehend Besserung. Am 26. November 1932 starb er an den Folgen eines weiteren Schlaganfalls. Seine Werke sind heute in bedeutenden Museen wie der National Gallery of Canada und der Art Gallery of Ontario ausgestellt.

## Werke

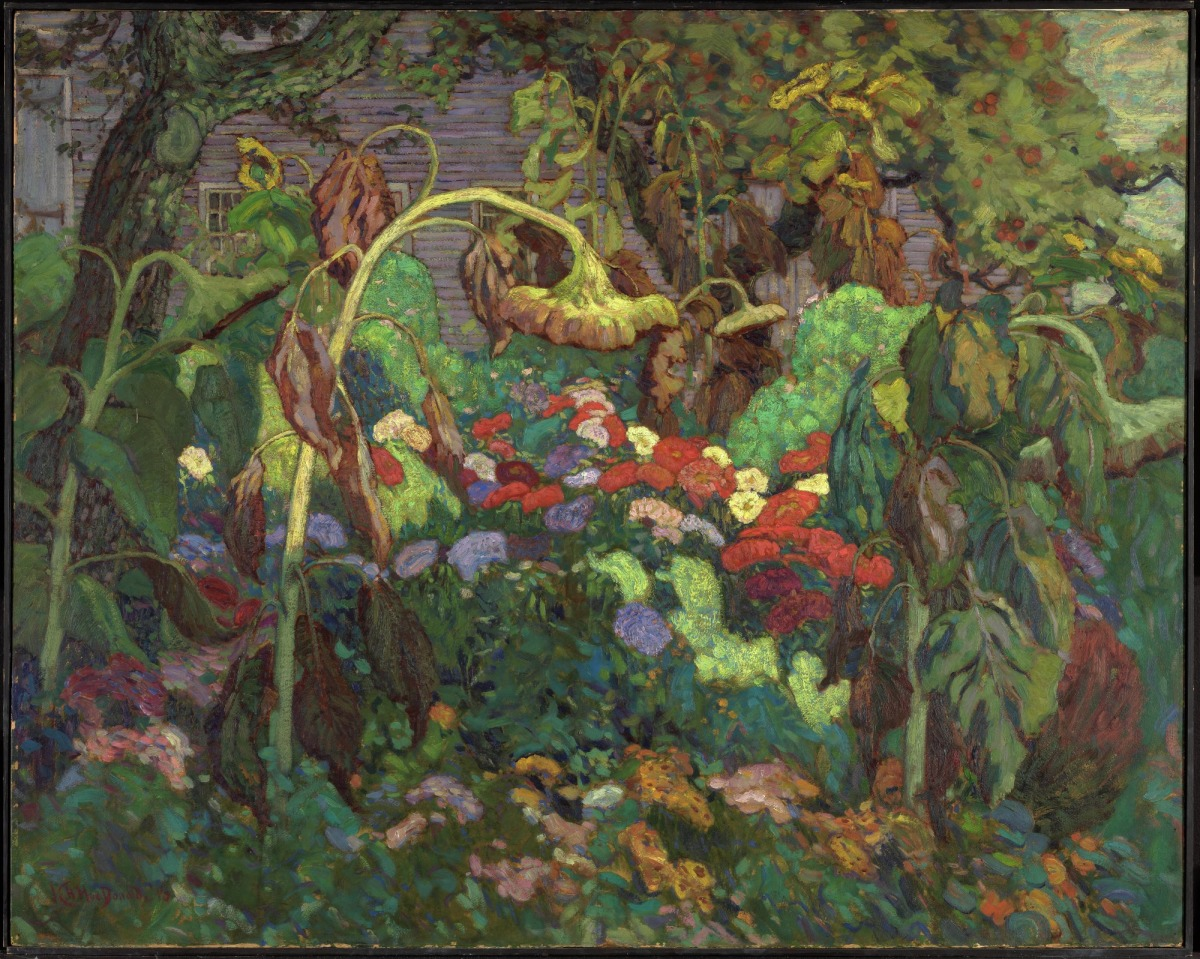
The Tangled Garden, 1916. National Gallery of Canada – Musée des beaux-arts du Canada
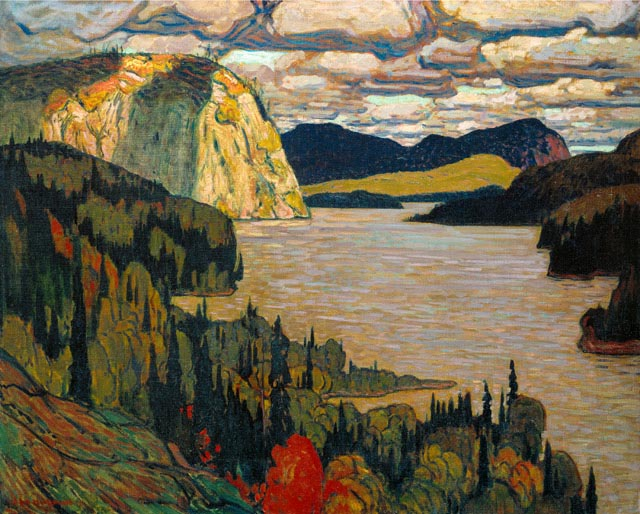
The Solemn Land, 1921. National Gallery of Art, Ottawa
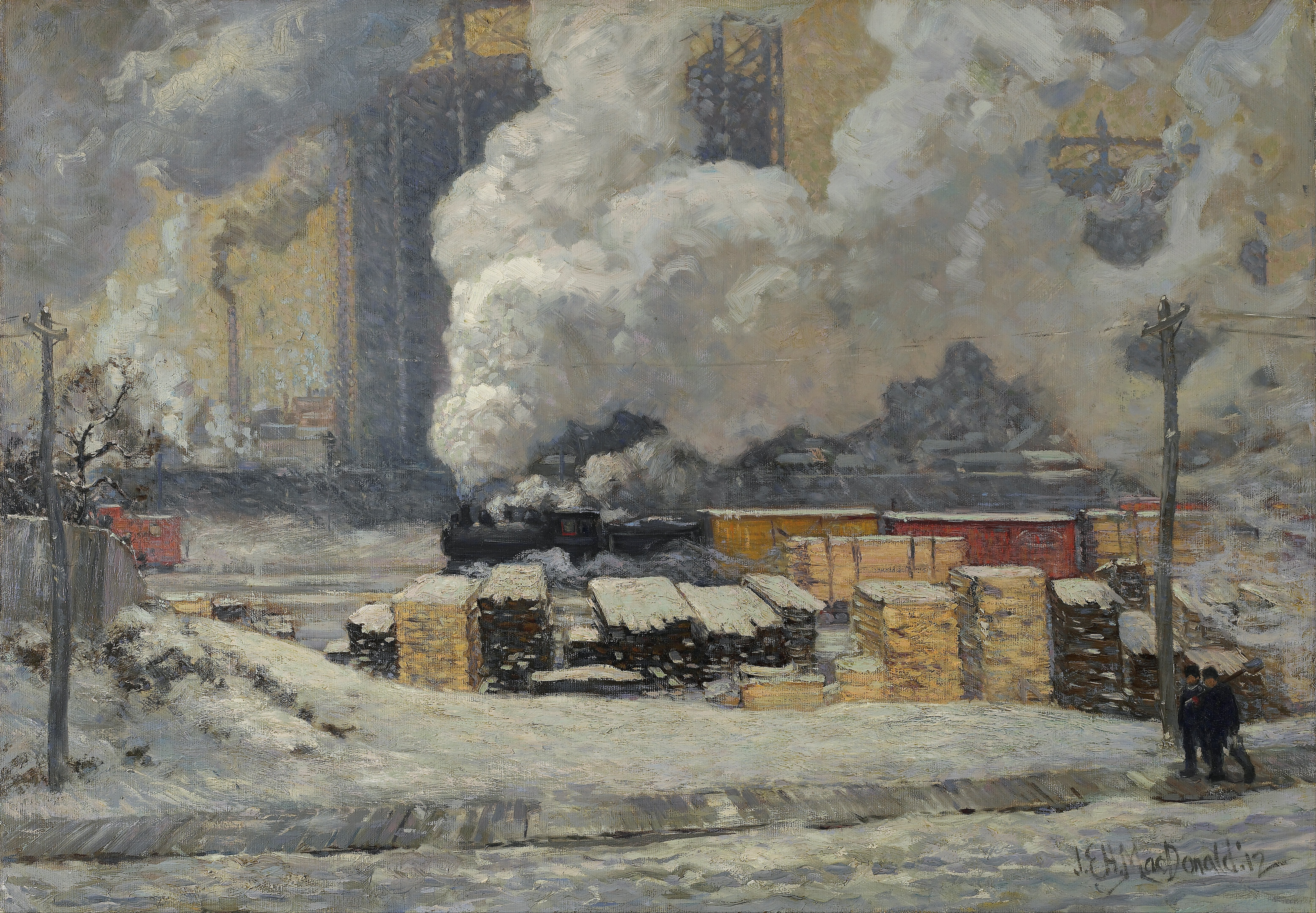
Tracks and Traffic, 1912. Art Gallery of Ontario
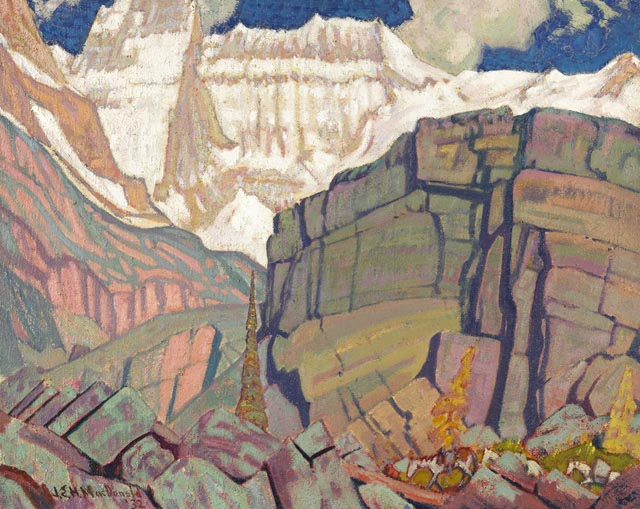
Mount Lefroy, 1932. National Gallery of Art Ottawa
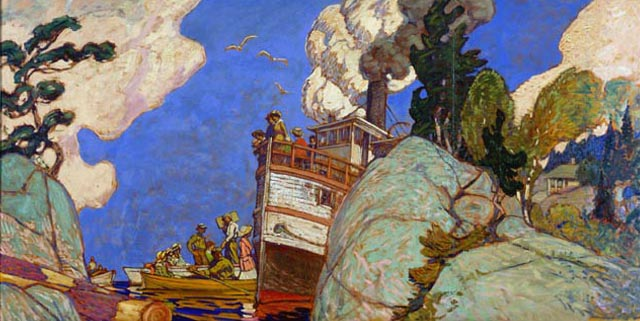
The Supply Boat, zwischen 1915 und 1916. National Gallery of Canada – Musée des beaux-arts du Canada